# Bòrmas
Bòrma dei Mimòsas (nom occità, en francès Bormes-les-Mimosas) és un municipi francès situat al departament del Var i a la regió de Provença – Alps – Costa Blava. L'any 1999 tenia 6.324 habitants.

## Demografia
| 1962                                       | 1968  | 1975  | 1982  | 1990  | 1999  | 2006  |
| ------------------------------------------ | ----- | ----- | ----- | ----- | ----- | ----- |
| 2.486                                      | 2.965 | 3.093 | 3.839 | 5.083 | 6.324 | 7.051 |
| Des de 1962: població sense dobles comptes |       |       |       |       |       |       |

## Administració
| Període   | Identitat       | Partit        |
| --------- | --------------- | ------------- |
| 1965-1989 | Henri Delon     |               |
| 1989-1995 | Michel Lambotin |               |
| 1995-     | Albert Vatinet  | Divers droite |